# Mezilesí u Lanškrouna

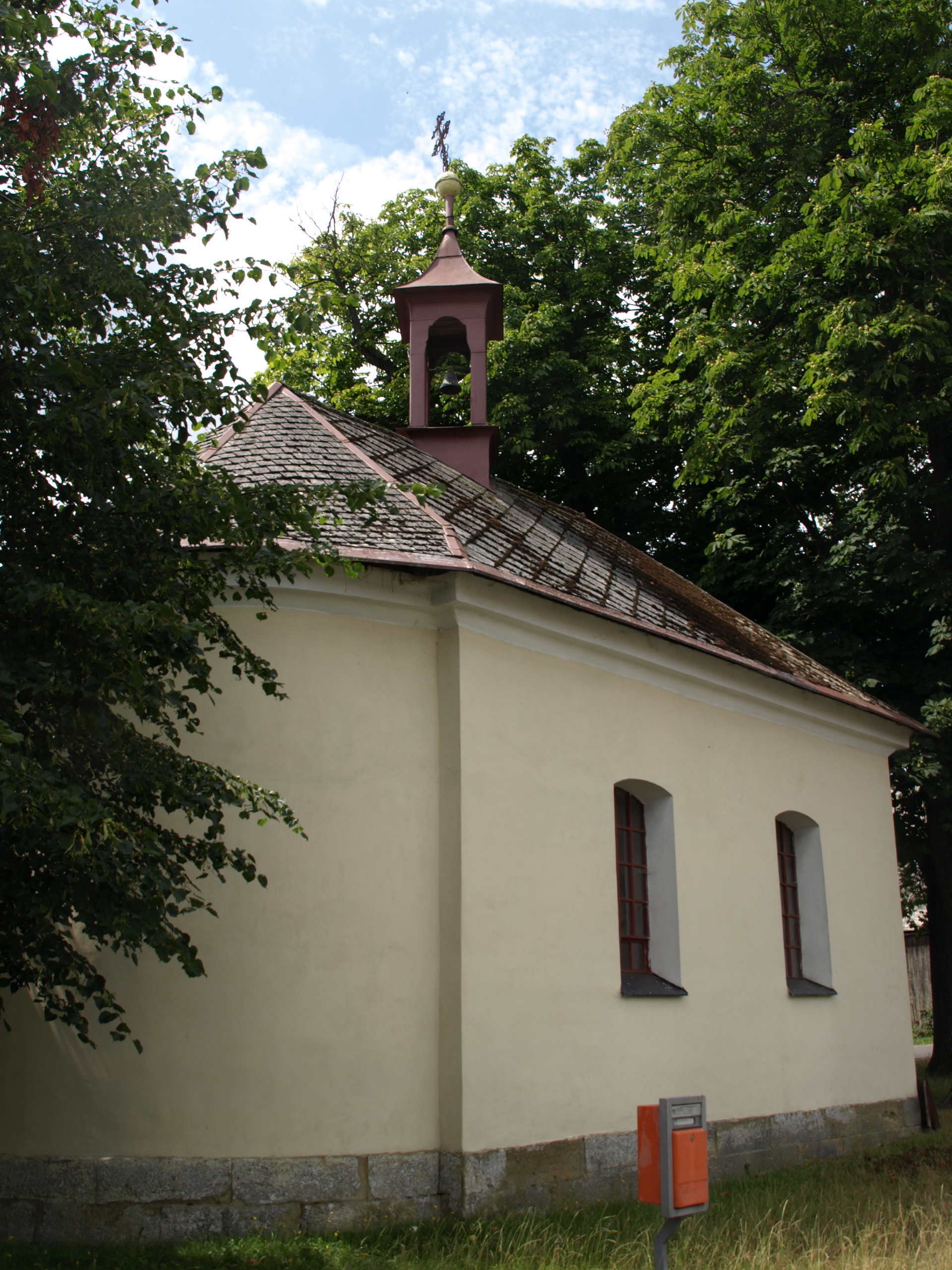
Kapelle Siebenschmerzen Marias, 1865 erbaut

Mezilesí (deutsch Laudon, auch Laudan) ist ein Ortsteil von Cotkytle, im Okres Ústí nad Orlicí, in der Region Pardubický kraj in Tschechien, nordöstlich der Stadt Lanškroun. Der Ort liegt 613 m ü. M. im Dreieck zwischen Albrechtice, Chudoba und Herbortice.

## Geschichte
Laudon entstand aus dem Wurzler Meierhof (auch Wurzlerhof, Kořen genannt), einem Herrschafts- und Aussiedlerhof, der zu Albrechtice gehörte. Er wurde von Vratislav von Pernstein gegründet und erstmals im Jahre 1588 erwähnt.
Im Jahre 1789 wurde der Hof zerstückelt und neben der ansässigen Familie des Hofes weitere 30 Familien angesiedelt, die alle aus der näheren Umgebung stammten:
- acht Familien aus Horní Třešňovec (Ober Johnsdorf)
- sechs aus Albrechtice (Olbersdorf)
- vier aus Horní Heřmanice (Ober Hermanitz)
- je zwei Familien aus Herbortice (Herbotitz), Dolní Heřmanice (Nieder Hermanitz), Žichlínek (Sichelsdorf), Sázava u Lanškrouna (Zohsee)
- je eine Familie aus Damníkov (Thomigsdorf), Trpík (Türpes), Výprachtice (Weipersdorf) und Cotkytle (Zotkittel oder Zottkittl).

Seinen deutschen Namen erhielt der Ort nach dem österreichischen Feldmarschall Ernst Gideon von Laudon, der sich im Jahre 1758 in Landskron aufhielt und im Jahr der Ortsgründung Belgrad erobert hatte. 1873 löste sich Laudon von Herbotitz los und wurde zu einer eigenständigen Gemeinde. 1991 hatte der Ort 50 Einwohner. Im Jahre 2001 bestand das Dorf aus 21 Wohnhäusern, in denen 38 Menschen lebten. Gemäß den Ergebnissen der Volkszählung im Jahr 2021 belief sich die Einwohnerzahl des Ortes zu diesem Zeitpunkt auf lediglich 20 Personen.